# Tout Lui Faut-raffinaderij
De Tout Lui Faut-raffinaderij is een aardolieraffinaderij in Suriname. Het ligt aan de linkeroever van de Surinamerivier bij Tout Lui Faut in het noorden van het district Wanica. Het is eigendom van Staatsolie Maatschappij Suriname.

## Geschiedenis
Er is sinds 1980 een bescheiden olie-industrie in Suriname. De eerste olie werd in 1965 gevonden en sinds 1982 wordt aardolie uit de bodem van Saramacca gepompt. Het gaat bij deze olie om kleine hoeveelheden dikke olie die moeilijk te winnen is. De verdiensten waren niet hoog, maar de keuze om de olie toch naar boven te halen werd gemaakt om ervan te leren en een deel van de deviezentekorten op te vangen. De eerste olie werd gebruikt als stookolie voor de bauxietsector.
Staatsolie bouwde de eerste, kleine raffinaderij in 1995 bij Tout Lui Faut, waarmee de kennis verder uitgebreid werd. Van de velden in Saramacca naar de Tout Lui Faut loopt sinds enkele jaren eerder een pijplijn. Deze werd vanaf 18 januari 1992 gebouwd en op 9 augustus 1992 in gebruik genomen.
De capaciteit werd vanaf 2010 uitgebreid en sindsdien worden ook derivaten als benzine, diesel en asfalt geproduceerd. De officiële heropening vond plaats op 13 december 2015. Een dag later overleed de ontdekker van het Calcutta-olieveld in 1965, Hugo Coleridge.

## Onderhoud en inspectie
Vierjaarlijks wordt de raffinaderij stilgelegd voor algehele onderhouds- en inspectiebeurten. Deze werkzaamheden duren zo'n veertig dagen. Hierbij wordt ook de vlamtoren uitgezet.

## Brand
Er brak meerdere keren brand uit in de raffinaderij:
- 2010: Een lek in een verbindingsstuk van het lozingssysteem was de oorzaak van de brand.[5]
- 2015: Een lekkage bij een zuiveringsinstallatie bracht brandstof in contact met een temperatuur van 350 graden.[5] Dit gebeurde kort na de heropening.[8]
- 2020: Enkele dagen tot weken voor de voor vierjaarlijkse beurt brak er brand uit.[5][9]

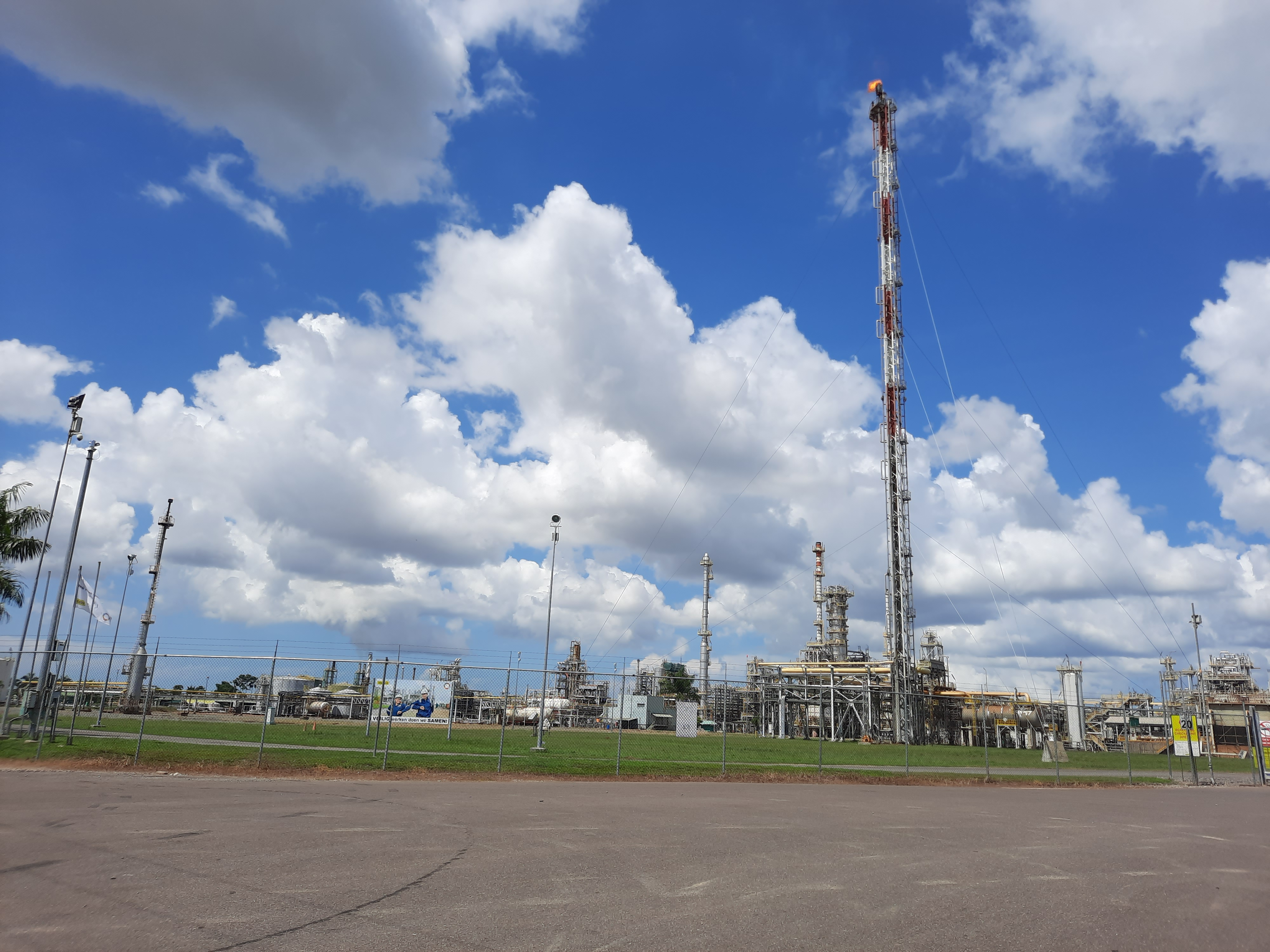
Deraffinaderij vanaf de weg, 2022

Spelers:
Staatsolie Maatschappij Suriname · Tout Lui Faut-raffinaderij · Energie Autoriteit Suriname · Suriname Energy, Oil & Gas Summit · Suriname Energy Chamber · Caribbean Energy Chamber
Onshore:
Calcutta-olieveld ·
Tambaredjo-olieveld ·
Tambaredjo Noordwest
Offshore:
Blok 52 ·
Blok 53 ·
Blok 58